# Lista de prefeitos de Serrinha dos Pintos
Esta é a lista de prefeitos de Serrinha dos Pintos, município brasileiro do estado do Rio Grande do Norte.
| Nº | Prefeito(a) (Nascimento–Falecimento)                        | Partido | Início de mandato     | Fim de mandato         | Vice-prefeito                       | Observações                     |
| -- | ----------------------------------------------------------- | ------- | --------------------- | ---------------------- | ----------------------------------- | ------------------------------- |
| 1  | Luiz Gonzaga de Queiroz (data de nascimento não encontrada) | PFL     | 1º de janeiro de 1997 | 31 de dezembro de 2004 | Edilson Gomes de Oliveira           | Prefeito e vice eleitos         |
| 1  | Luiz Gonzaga de Queiroz (data de nascimento não encontrada) | PFL     | 1º de janeiro de 1997 | 31 de dezembro de 2004 | Edilson Gomes de Oliveira           | Prefeito e vice reeleitos       |
| 2  | Francisco das Chagas de Freitas (Martins, 22.10.1964)       | PSB     | 1º de janeiro de 2005 | 31 de dezembro de 2012 | Ledimar Fernandes de Queiroz        | Prefeito e vice eleitos         |
| 2  | Francisco das Chagas de Freitas (Martins, 22.10.1964)       | PSB     | 1º de janeiro de 2005 | 31 de dezembro de 2012 | Francisco das Chagas Oliveira       | Prefeito reeleito e vice eleito |
| 3  | Rosânia Maria Teixeira Ferreira (Martins, 22.08.1976)       | PT      | 1º de janeiro de 2013 | 31 de dezembro de 2020 | Francisco das Chagas Oliveira       | Prefeita eleita e vice reeleito |
| 3  | Rosânia Maria Teixeira Ferreira (Martins, 22.08.1976)       | PSD     | 1º de janeiro de 2013 | 31 de dezembro de 2020 | Edilson Gomes de Oliveira           | Prefeita reeleita e vice eleito |
| 4  | Bárbara Teixeira Queiroz (Pau dos Ferros, 21.02.1999)       | PP      | 1º de janeiro de 2021 | 31 de dezembro de 2024 | Edilson Gomes de Oliveira           | Prefeita eleita e vice reeleito |
| 5  | Rosânia Maria Teixeira Ferreira (Martins, 22.08.1976)       | UNIÃO   | 1º de janeiro de 2025 | até a atualidade       | Fabrício Carlos Ferreira de Queiroz | Prefeita e vice eleitos         |